# 村雨退二郎

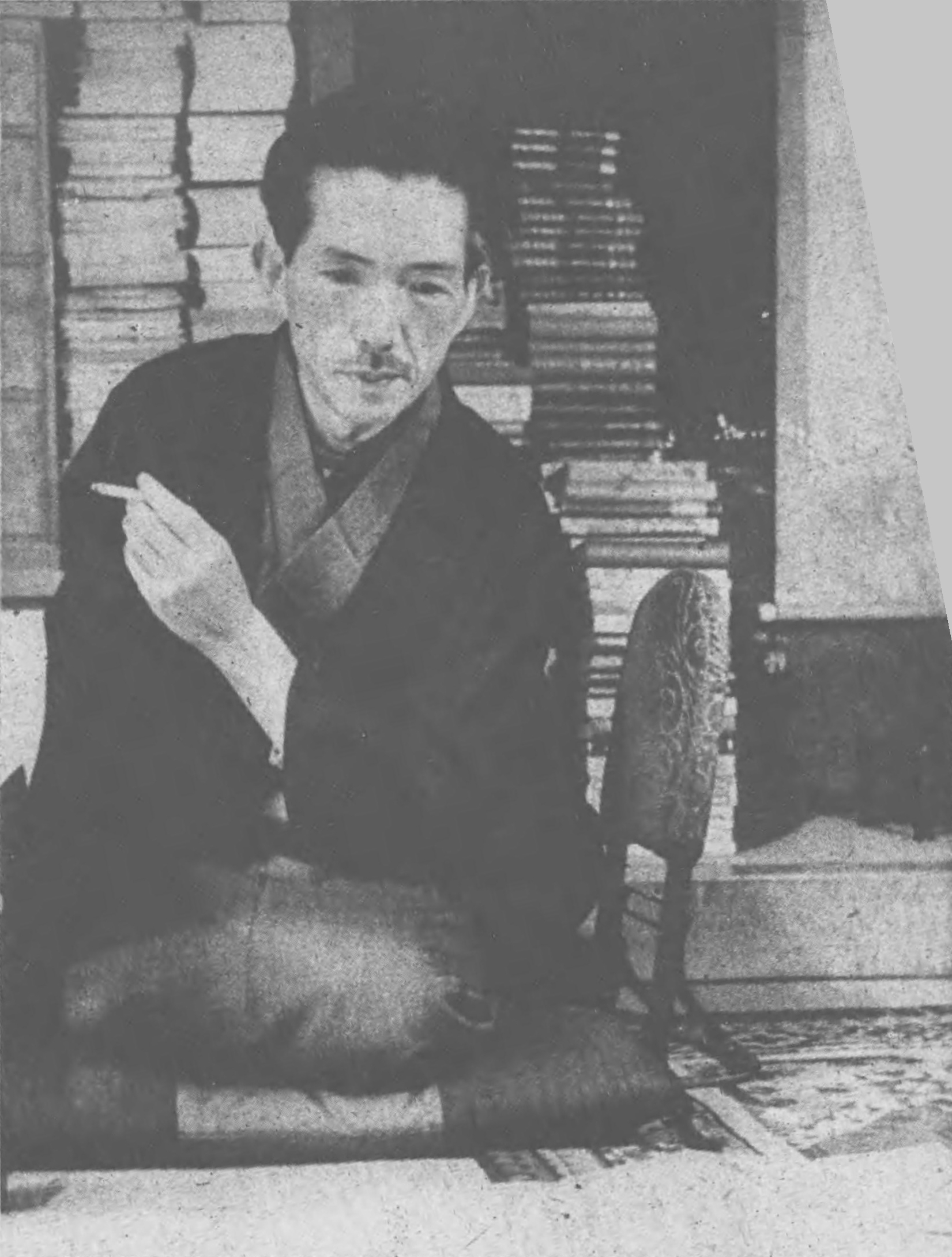
雑誌『富士』より（1952年）

村雨 退二郎（むらさめ たいじろう、1903年3月21日 - 1959年6月22日）は、日本の時代・歴史小説家。

## 人物・来歴
鳥取県出身。本名は坂本俊一郎。
独学し『秀才文壇』（などに詩を投稿。農民運動に参加するが、1928年三・一五事件で検挙される。
出所後は歴史小説を書き、1935年「泣くなルヴィニア」で「サンデー毎日」大衆文芸賞に入選。直腸ガンの疑いで療養中、痛苦に耐えかねて睡眠薬で自殺した。遺書には「他意なし」とあった。

## 著書
- 『妖美伝』（教育社、新歴史文学選書） 1940
- 『火術深秘録』（国文社） 1942
- 『愁風嶺』（三邦出版社） 1942
- 『高松美丈夫』（那古野書房） 1942
- 『盤山僧兵録』（越後屋書房） 1942
- 『法曹奇譚』（六合書院） 1943
- 『戊辰の旗』（大日本出版閣） 1943
- 『南奇兵隊』（聖紀書房） 1944
- 『天明大盗伝』（同光社） 1951
- 『日本名婦伝 輝く名婦烈婦』（安以行孝絵、偕成社、偉人物語文庫） 1954
- 『悲恋行』（豊文社） 1954
- 『春秋しのぶ笠』（同光社） 1955
- 『日本名僧伝 名僧名知識列伝』（伊藤幾久造絵、偕成社、偉人物語文庫） 1955
- 『武道名試合秘録』（鱒書房、歴史新書） 1955
- 『応天門』（河出新書） 1956
- 『近世暗殺史』（鱒書房、歴史新書） 1956
- 『新版武道伝来記』（同光社、新鋭書下ろし選書）　1956
- 『立ち涌く雲』（同光社、大衆小説名作選）　1956
- 『矢立峠 相馬大作』（北辰堂） 1956
- 『快剣示現流』（光風社） 1957
- 『史談蚤の市 こぼればなし』（北辰堂） 1957、のち中公文庫
- 『天草騒動記』（加藤敏郎絵、偕成社、実録時代小説） 1958
- 『史談あれやこれ』（北辰堂） 1958、のち中公文庫
- 『明治巌窟王』（講談社） 1972、のち中公文庫 - 「モンテ・クリスト伯」の翻案

### 共著
- 『明治・大正・昭和大事件秘録』（皆川美彦共著、秀光書房） 1936
- 『考証江戸事典』（南条範夫編、人物往来社） 1964 - 村雨の遺稿を南條が整理補筆したもの
- 『大衆文学大系 27 (角田喜久雄,山手樹一郎,村雨退二郎)』（講談社） 1973